# Az-Zāhir (Abbaside)
Abū Nasr Muhammad ibn an-Nāsir (arabisch أبو نصر محمد بن الناصر, DMG Abū Naṣr Muḥammad b. an-Nāṣir; * 1175; † 10. Juli 1226 in Bagdad) mit dem Thronnamen az-Zāhir bi-amr Allāh (arabisch الظاهر بأمر الله, DMG aẓ-Ẓāhir bi-amr Allāh ‚der mit dem Befehl Gottes Hervortretende‘) war der fünfunddreißigste Kalif der Abbasiden (1225–1226).
Abū Nasr az-Zāhir wurde zwar schon 1189 von seinem Vater an-Nāsir (1180–1225) zum Thronfolger bestimmt. Allerdings wurde er von dieser Funktion 1205 durch seinen Bruder Abu l-Hasan verdrängt. Erst mit dessen frühen Ableben (1216) konnte az-Zāhir nach dem Tod von an-Nāsir 1225 die Herrschaft antreten.
Az-Zāhir versuchte, die strenge Herrschaft seines Vaters zu mildern, indem er einige Steuern senkte und das Bespitzelungssystem abschaffte. Gleichzeitig strebte er Reformen in der Verwaltung sowie den Aufbau eines starken Heeres an, um unter anderem der Bedrohung durch den letzten Choresm-Schah Dschalal ad-Din Mengübirti gewachsen zu sein. Allerdings starb az-Zāhir schon neun Monate nach seiner Thronbesteigung am 10. Juli 1226. Neuer Kalif wurde sein Sohn al-Mustansir (1226–1242).
Zu seinen Konkubinen zählten Bab Dschauhar und Hayat Chatun, die ihm einen Sohn gebar und nach seinem Tod freigelassen wurde.